# Betty Beckers
Pour les articles homonymes, voir Beckers.
Betty Beckers est une actrice française, née Odette Bourgeon le 3 mai 1925 à Villeneuve-Saint-Georges et morte le 21 décembre 1982 à Neuilly-sur-Seine.

## Filmographie

### Cinéma
- 1936 : La Gondole aux chimères d'Augusto Genina : Belkis
- 1952 : La Fête à Henriette de Julien Duvivier : une amie des scénaristes
- 1954 : Crime au concert Mayol de Pierre Méré
- 1955 : Napoléon de Sacha Guitry : une merveilleuse
- 1956 : Voici le temps des assassins de Julien Duvivier : une fille
- 1956 : Mitsou de Jacqueline Audry
- 1957 : L'Homme à l'imperméable de Julien Duvivier : la soprano
- 1957 : Pot-Bouille de Julien Duvivier : la bonne de Valérie
- 1958 : Cargaison blanche de Georges Lacombe : l'actrice
- 1958 : La P... sentimentale de Jean Gourguet
- 1959 : La Femme et le Pantin de Julien Duvivier : une danseuse
- 1960 : La Vérité de Henri-Georges Clouzot : l'étrangère qui prend la chambre de Daisy
- 1960 : Boulevard de Julien Duvivier : une danseuse
- 1961 : Samedi soir de Yannick Andréi
- 1962 : Filles de fraudeurs d'Émile-Georges De Meyst : Josée
- 1962 : Le Diable et les Dix Commandements de Julien Duvivier, sketch Luxurieux point ne seras : une stripteaseuse, collègue de Tania/Mauricette
- 1963 : La Bonne Route de Jean Bélanger - court métrage -
- 1965 : Une fille et des fusils de Claude Lelouch : la prostituée
- 1969 : Delphine d'Éric Le Hung
- 1970 : Les Choses de la vie de Claude Sautet : Annette, l'autostoppeuse
- 1970 : Le Dernier Saut d'Édouard Luntz : la préposée
- 1971 : Max et les Ferrailleurs de Claude Sautet : Maria
- 1972 : Le Droit d'aimer d'Éric Le Hung
- 1972 : César et Rosalie de Claude Sautet : Madeleine
- 1973 : Salut l'artiste d'Yves Robert :  la maquilleuse au bord de l'eau
- 1974 : Vincent, François, Paul... et les autres de Claude Sautet : Myriam
- 1974 : Un linceul n'a pas de poches de Jean-Pierre Mocky : Madame Carlille
- 1976 : Cours après moi que je t'attrape de Robert Pouret
- 1979 : Les Chiens d'Alain Jessua : la femme parking
- 1980 : La Nuit de la mort de Raphaël Delpard et Richard Joffo : Hélène
- 1981 : Les Bidasses aux grandes manœuvres de Raphaël Delpard : Madame Desjument.

### Télévision
- 1965 : Médard et Barnabé de Raymond Bailly
- 1968 : Les Demoiselles de Suresnes, série de Pierre Goutas
- 1970 : Les Saintes chéries - épisode #3.3 : Ève cherche du travail de Jean Becker et Nicole de Buron
- 1977 : Les Enquêtes du commissaire Maigret, épisode : Maigret et Monsieur Charles de Jean-Paul Sassy : Nathalie
- 1977 : Banlieue Sud-Est (feuilleton TV)
- 1979 : Le Vérificateur - épisode 3 : Triple S (série TV de 4 ép.) : Maude Mercier
- 1979 : Les Cinq Dernières Minutes épisode Nous entrons dans la carrière de Claude Loursais : Alice.